# Boksning under sommer-OL 1936
Boksning under Sommer-OL 1936 i Berlin blev afviklet i Deutschlandhalle i dagene 10. – 15. august 1936. Der blev i den olympiske bokseturnering bokset i de otte klassiske vægtklasser. Der var anmeldt et rekordstort antal boksere til turneringen: 251 boksere fra 38 nationer. Der var dog indført nye regler inden turneringen, og dette medførte bl.a., at der var krav om, at bokserne skulle indvejes før hver kamp, og således ikke blot én gang ved turneringens start. Denne nye regel medførte, at mange deltagende lande havde meldt flere boksere til turneringen for at sikre deltagelsen. En række boksere opfyldte ikke kravene ved indvejningen, eller blev meldt fra af andre grunde, og derfor deltog alene 183 ud af de tilmeldte 251 boksere. Det præcise antal deltagere er dog en anelse usikkert, da den officielle rapport fra legene indeholder flere forskellige angivelser af deltagerantallet.
Som noget nyt blev turneringen også afviklet med to bokseringe i de indledende runder. De tyske arrangører lagde stor vægt på at overholde tidsplanen for turneringens afvikling og havde tildelt hver deltagende bokser en tysk assistent, der hjalp bokseren med at lægge bændel på hænderne, binde boksehandsker og at hjælpe bokseren til ringen i god tid inden kampen. Arrangørerne havde som en nyskabelse også sikret sig, at bokserne fik hver deres kop til vand under kampene.
Som en nyskabelse blev der uddelt en pris til turneringens bedste tekniske bokser, Val Barker trofæet. Trofæet blev vundet af den amerikanske fluevægter Louis Laurie. 

## Danske deltagere
Danmark havde meldt 2 boksere til hver af de 8 vægtklasser, men der stillede kun én bokser op for hver vægtklasse. Tvillingerne Kaj og Viggo Frederiksen deltog begge i bokseturneringen.
- Kaj Frederiksen deltog i fluevægt, hvor han vandt sin første kamp mod Ferdinand Ciatti fra Luxembourg. I den næste kamp tabte han dog til den senere sølvvinder italieneren Gavino Matta.
- Viggo Frederiksen deltog i bantamvægt, men tabte sin første kamp til Oscar de Larrazábal fra Filippinerne.
- Sigfred Madsen deltog i fjervægt, men tabte sin første kamp til Dezső Frigyes fra Ungarn.
- Poul Kops deltog i letvægt, hvor han besejrede nordmanden Ragnar Haugen og Lidoro Oliver fra Argentina. I semifinalen tabte Kops dog til den senere guldvinder Imre Harangi fra Ungarn. Kops stillede ikke op til kampen om bronzemedaljen mod svenskeren Erik Ågren og fik derfor ikke medalje.
- Gerhard Pedersen deltog i weltervægt, hvor han besejrede chileneren Enrique Giaverini i turneringens første runde. Pedersen vandt herefter over Rudolf Andreassen fra Norge og Raúl Rodríguez fra Argentina, men tabte til den senere guldvinder fra Finland Sten Suvio. I bronzekampen vandt Pedersen over franskmanden Roger Tritz.
- Gunnar Andreasen deltog i mellemvægt, men tabte den første kamp til Tin Dekkers fra Holland.
- Børge Holm deltog i letsværvægt, hvor han i første runde af turneringen besejrede østrigeren Paul Schweifer. I anden runde pointbesejrede han hollænderen Wim Fock, men i kvartfinalen tabte Holm til den senere guldvinder, franskmanden Roger Michelot.
- Svend Omar Hermansen deltog i sværvægt, men tabte i sin første kamp til den senere sølvvinder fra Argentina Guillermo Lovell.

## Medaljer efter land
| Medaljer ved OL 1936 pr. land | Medaljer ved OL 1936 pr. land | Medaljer ved OL 1936 pr. land | Medaljer ved OL 1936 pr. land | Medaljer ved OL 1936 pr. land | Medaljer ved OL 1936 pr. land |
| ----------------------------- | ----------------------------- | ----------------------------- | ----------------------------- | ----------------------------- | ----------------------------- |
| Nr.                           | Land                          | Guld                          | Sølv                          | Bronze                        | Total                         |
| 1                             | Tyskland                      | 2                             | 2                             | 1                             | 5                             |
| 2                             | Frankrig                      | 2                             | 0                             | 0                             | 2                             |
| 3                             | Argentina                     | 1                             | 1                             | 2                             | 4                             |
| 4                             | Italien                       | 1                             | 1                             | 0                             | 2                             |
| 5                             | Ungarn                        | 1                             | 0                             | 0                             | 1                             |
| 5                             | Finland                       | 1                             | 0                             | 0                             | 1                             |
| 7                             | USA                           | 0                             | 1                             | 1                             | 2                             |
| 7                             | Norge                         | 0                             | 1                             | 1                             | 2                             |
| 9                             | Estland                       | 0                             | 1                             | 0                             | 1                             |
| 9                             | Sydafrika                     | 0                             | 1                             | 0                             | 1                             |
| 11                            | Danmark                       | 0                             | 0                             | 1                             | 1                             |
| 11                            | Sverige                       | 0                             | 0                             | 1                             | 1                             |
| 11                            | MEX                           | 0                             | 0                             | 1                             | 1                             |

## Fluevægt(50,802 kg)
| Medalje | Land     | Bokser       |
| ------- | -------- | ------------ |
| Guld    | Tyskland | Willi Kaiser |
| Sølv    | Italien  | Gavino Matta |
| Bronze  | USA      | Louis Laurie |

## Bantamvægt(53,524 kg)
| Medalje | Land    | Bokser         |
| ------- | ------- | -------------- |
| Guld    | Italien | Ulderico Sergo |
| Sølv    | USA     | Jack Wilson    |
| Bronze  | MEX     | Fidel Ortiz    |

## Fjervægt(57,152 kg)
| Medalje | Land          | Bokser            |
| ------- | ------------- | ----------------- |
| Guld    | Argentina ARG | Oscar Casanovas   |
| Sølv    | Sydafrika     | Charles Catterall |
| Bronze  | Tyskland      | Josef Miner       |

## Letvægt(61,237 kg)
| Medalje | Land | Udøver           |
| ------- | ---- | ---------------- |
| Guld    | HUN  | Imre Harangi     |
| Sølv    | EST  | Nikolai Stepulov |
| Bronze  | SWE  | Erik Ågren       |

## Weltervægt(66,678 kg)
| Medalje | Land     | Bokser           |
| ------- | -------- | ---------------- |
| Guld    | FIN      | Sten Suvio       |
| Sølv    | Tyskland | Michael Murach   |
| Bronze  | DEN      | Gerhard Pedersen |

## Mellemvægt(72,574 kg)
| Medalje | Land | Bokser         |
| ------- | ---- | -------------- |
| Guld    | FRA  | Jean Despeaux  |
| Sølv    | NOR  | Henry Tiller   |
| Bronze  | ARG  | Raúl Villareal |

## Letsværvægt(79,378 kg)
| Medalje | Land     | Bokser               |
| ------- | -------- | -------------------- |
| Guld    | FRA      | Roger Michelot       |
| Sølv    | Tyskland | Richard Vogt         |
| Bronze  | ARG      | Francisco Risiglione |

## Sværvægt(over 79,378 kg)
| Medalje | Land     | Bokser           |
| ------- | -------- | ---------------- |
| Guld    | Tyskland | Herbert Runge    |
| Sølv    | ARG      | Guillermo Lovell |
| Bronze  | NOR      | Erling Nilsen    |